# Eucyclops breviramatus
Eucyclops breviramatus is een eenoogkreeftjessoort uit de familie van de Cyclopidae. De wetenschappelijke naam van de soort is voor het eerst geldig gepubliceerd in 1963 door Löffler.